# Reunión (organización)

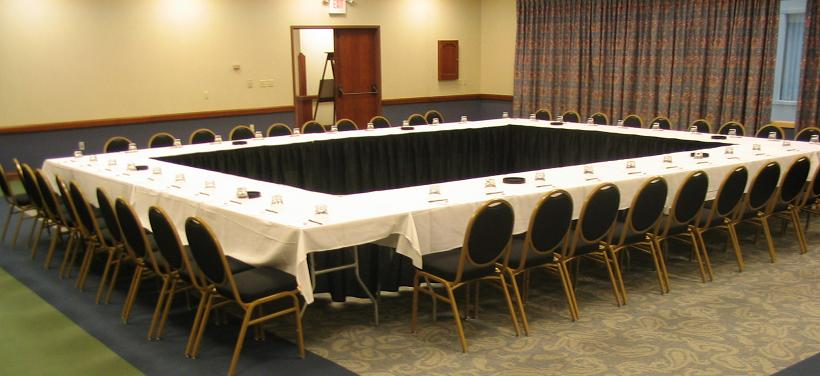
En una organización, las reuniones suelen celebrarse en salas de reuniones o en salas de juntas.

En una reunión, dos o más personas se reúnen para discutir uno o varios temas, a menudo en un ambiente formal. En una organización, las personas de la reunión pertenecen al mismo organismo o institución, ya sea pública o privada, son convocadas mediante un orden del día y los acuerdos adoptados se incluyen en el acta de la reunión. 

## Definiciones

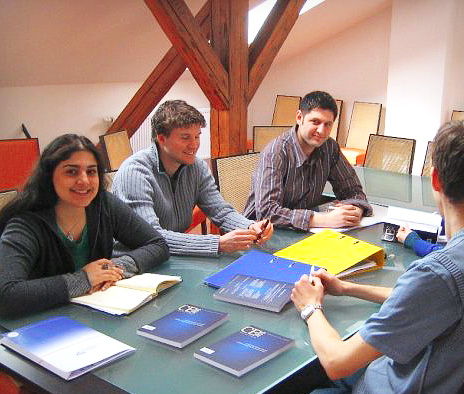
Reunión de un comité administrativo en una empresa.

Una reunión es un acto o proceso por el que un grupo de personas se unen, como un conjunto, con un propósito común.
Es la agrupación de varias personas en un momento y espacio dados, voluntaria o accidentalmente. Puede llevarse a cabo de manera organizada y planificada, con un objetivo delimitado y con un tiempo de duración planeado, pero también puede darse de manera espontánea, por razones casuales y sin mayores propósitos.
En una organización, una reunión convoca a dos o más personas con el propósito de lograr un objetivo común a través de la interacción verbal, tales como el intercambio de información o la posibilidad de llegar a un acuerdo. Las reuniones pueden producirse cara a cara o virtualmente, mediadas por la tecnología de comunicaciones, tales como una videoconferencia.
Por lo tanto, una reunión organizada se puede distinguir de otros tipos de reuniones, como un encuentro casual (no ha sido convocado), un espectáculo deportivo o un concierto (en ambos casos existe escasa interacción verbal), una fiesta o la compañía de los amigos (sin ningún objetivo común que lograr) y una demostración o concentración política (cuyo objetivo común se logra principalmente a través del número de manifestantes presentes, no mediante la interacción verbal).
En ocasiones el término es utilizado para referirse a las conferencias o congresos, ya sean científicos, comerciales o de otro tipo, que son actos realizados en un hotel, centro de convenciones o cualquier otro lugar dedicado a estas reuniones. En este sentido, el vocablo «reunión» se aplica a conferencias (una persona realiza una disertación o presentación ante muchas, durante una o dos horas), seminarios (por lo general varias presentaciones realizadas ante un grupo menor, con una duración aproximada de un día), talleres (más pequeños, con los participantes desempeñando roles activos), jornadas (grupos de tamaño medio, reunidos uno o más días), congresos (varios días, incluyendo actos de distinto tipo) , exposiciones o ferias de muestras (con pequeños stands atendidos por personas, que son visitados por los transeúntes), cursos de formación (uno o varios presentadores, varios días generalmente no consecutivos), encuentros, sesiones de formación en equipo y eventos de lanzamiento. Otros nombres específicos de reuniones organizadas son los paneles, mesas redondas, foros, Phillips 6-6, etc.

## Funciones de las reuniones
Las funciones de las reuniones son muy diversas: informar, recoger información, formar, intercambiar puntos de vista, llegar a acuerdos, generar ideas, tomar decisiones, etc. Los objetivos de las reuniones Son tan variados como los propios asistentes a las reuniones y los organismos a los que representan. Por los equipos de trabajo en la empresa y según como se den las reuniones serán las reuniones de trabajo

## Tipos de reuniones

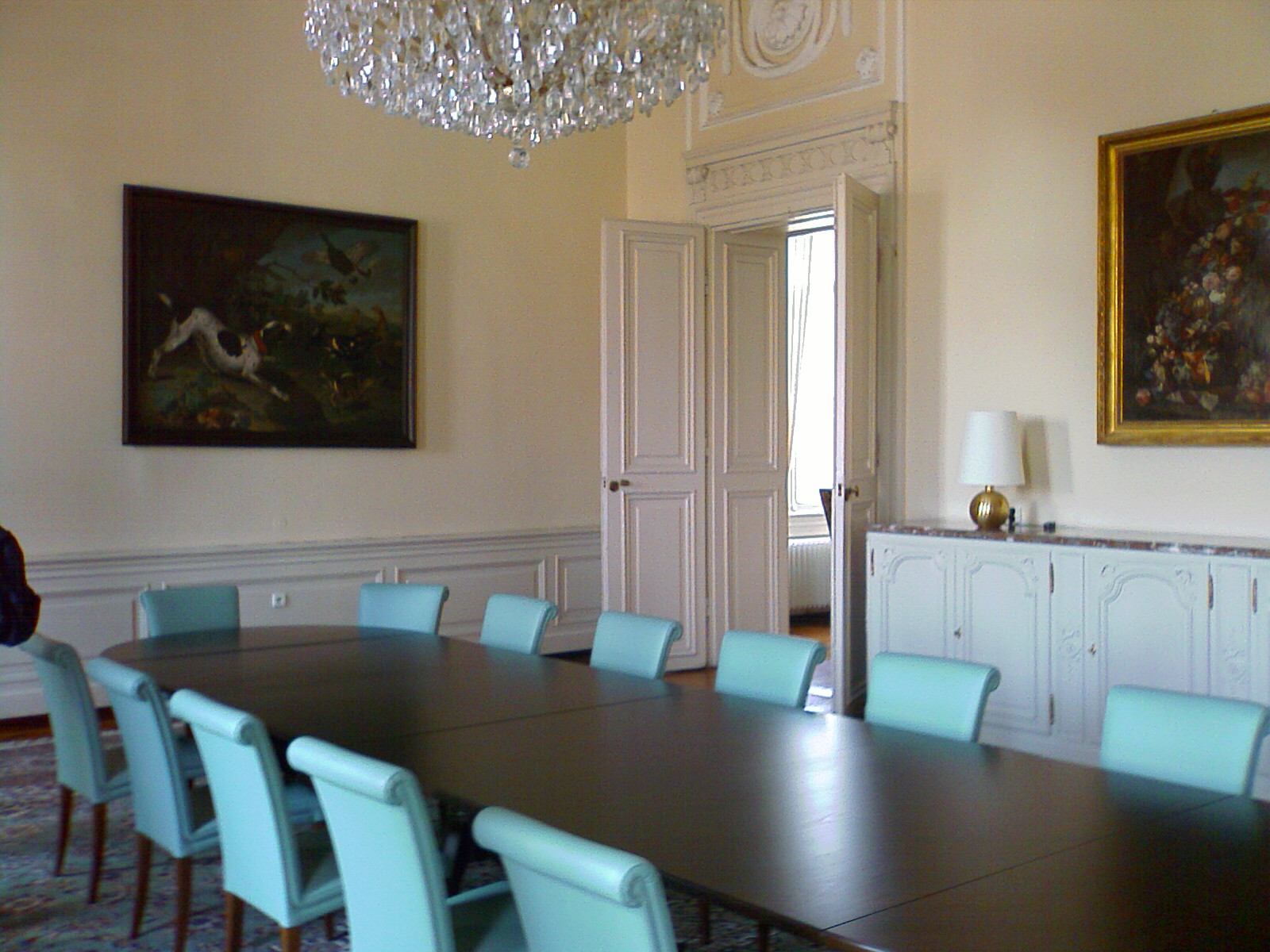
Sala de reuniones de pequeño tamaño en la embajada alemana en Praga.

Existe una gran diversidad de reuniones organizadas, tanto públicas como privadas, cuya diferencia fundamental reside en el objetivo que persiguen y la institución a la que pertenecen sus miembros. Muchas de ellas disponen de nombres específicos. Entre los ejemplos más comunes podemos encontrar:
- Sesiones legislativas de las diferentes asambleas parlamentarias: reuniones de las comisiones parlamentarias o sesiones plenarias del Congreso, Senado, Parlamento...
- Reuniones de organismos gubernamentales (reuniones del Consejo de Ministros, reuniones de subsecretarios) o internacionales (reuniones de .
- Reuniones de organismos administrativos (Pleno municipal...)
- Reuniones de organismos judiciales (audiencias...)
- Reuniones de instituciones docentes (claustro de profesorado) y académicas (congresos científicos...)
- Reuniones en las empresas: Junta general de accionistas; consejo de administración; reuniones de trabajo (entre miembros de una misma sección de la empresa, o asignados a un mismo cliente, asunto o proyecto; reunión de personal (entre el gerente y los que están bajo su coordinación); reunión de gestión (entre directivos).

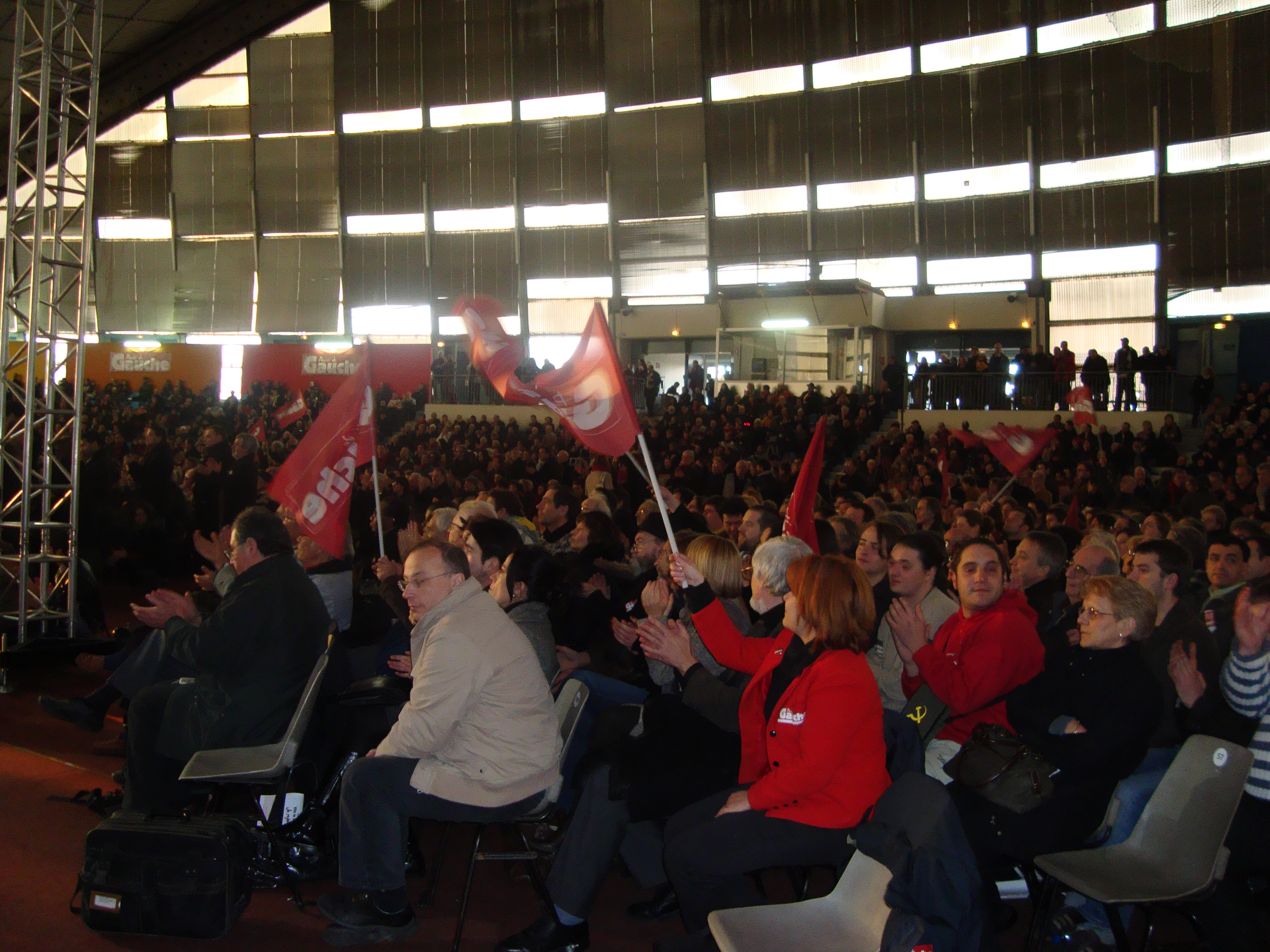
Reunión constitutiva del Parti de Gauche, en Francia, en 2009

## Reuniones de masas
Hay ciertas reuniones organizadas que cuentan con una asistencia masiva de personas que no forman parte de una misma organización sino que mantienen otros puntos de interés común. Poseen un lugar y una fecha y horas de celebración, pero su finalidad no es la de tomar decisiones o alcanzar acuerdos sino la de informar o concienciar a los asistentes sobre algunas cuestiones. Es el caso de los mítines, manifestaciones o concentraciones políticas, asistencia a eventos deportivos, culturales, etc.